# جون ليندسي (موسيقي)
جون ليندسي (بالإنجليزية: John Lindsay)‏ هو موسيقي أمريكي، ولد في 23 أغسطس 1894 في نيو أورلينز في الولايات المتحدة، وتوفي في 3 يوليو 1950 في شيكاغو في الولايات المتحدة.

## وصلات خارجية
- جون ليندسي على موقع ميوزك برينز (الإنجليزية)
- جون ليندسي على موقع أول ميوزيك (الإنجليزية)
- جون ليندسي على موقع ديسكوغز (الإنجليزية)